# Donald Longendyke
Donald "Donny" Robert Longendyke (ur. 28 czerwca 1993) – amerykański zapaśnik walczący w obu stylach. Srebrny medalista mistrzostw panamerykańskich w 2021 roku.
Zawodnik White Bear Lake Area High School, University of Nebraska–Lincoln i Augsburg College. Trzy razy All-American (2015–2017) w NCAA Division III, pierwszy w 2015 i drugi w 2016 i 2017 roku.